# Марко Гегер
Марко Гегер (нім. Marco Höger, нар. 16 вересня 1989, Кельн) — німецький футболіст, півзахисник клубу «Кельн».

## Ігрова кар'єра
Народився 16 вересня 1989 року в місті Кельн. Вихованець футбольної школи клубу «Алеманія» (Аахен).
У дорослому футболі дебютував 2008 року виступами за другу команду клубу «Алеманія» (Аахен), в якій провів два сезони, взявши участь у 39 матчах чемпіонату.
Своєю грою за цю команду привернув увагу представників тренерського штабу основної команди «Алеманії», до складу якого приєднався 2010 року. Відіграв за аахенський клуб наступний сезон своєї ігрової кар'єри. Більшість часу, проведеного у складі «Алеманії», був основним гравцем команди.
До складу клубу «Шальке 04» приєднався влітку 2011 року. Перший матч за гельзенкірхенську команду Марко провів 23 липня 2011 року в рамках суперкубка Німеччини, де його нова команда зустрічалася з дортмундською «Боруссією» та перемогла в серії пенальті.
Наразі встиг відіграти за клуб з Гельзенкірхена 49 матчів в національному чемпіонаті.

## Досягнення
- Володар Суперкубка Німеччини (1): 2011